# AR Lacertae-variabel
AR Lacertae-variabeln är en förmörkelsevariabel av Algol-typ och därmed en dubbelstjärna där komponenterna råkar ha en sådan bana att de sett från jorden passerar framför varandra. Algolvariabler är traditionellt stjärnor vars maximum i huvudsak är konstant och med tydligt avgränsande minima (se bild). Detta beror på att variabeltypen består av dubbelstjärnor med komponenterna på relativt stort avstånd från varandra. Numera avses vanligen ett system där stjärnorna är väl innanför sina Roche-lober och där stjärnorna är i stort sett sfäriska. AR Lacertae-variablerna är en undergrupp där båda komponenterna är underjättar.
Prototypstjärnan AR Lacertae varierar mellan visuell magnitud +12,3 och 15,7 med en period av 0,128927 dygn. Den är också en eruptiv variabel av RS Canum Venaticorum-typ (RS)